# ميل ريتشاردسون
ميل ريتشاردسون (بالإنجليزية: Miles Richardson)‏ هو ممثل بريطاني، ولد في 15 يوليو 1963 بلندن في المملكة المتحدة.

## أعمال

### أفلام
- (2001) هاري بوتر وحجر الفلاسفة
- (2013) أفضل عرض[4]

## وصلات خارجية
- ميل ريتشاردسون على موقع IMDb (الإنجليزية)
- ميل ريتشاردسون على موقع ألو سيني (الفرنسية)
- ميل ريتشاردسون على موقع أول موفي (الإنجليزية)
- ميل ريتشاردسون على موقع قاعدة بيانات برودواي على الإنترنت (الإنجليزية)
- ميل ريتشاردسون على موقع قاعدة بيانات الأفلام السويدية (السويدية)
- ميل ريتشاردسون على موقع قاعدة بيانات الفيلم (الإنجليزية)
- ميل ريتشاردسون على موقع كينوبويسك (الروسية)